# 格雷厄姆·华莱斯

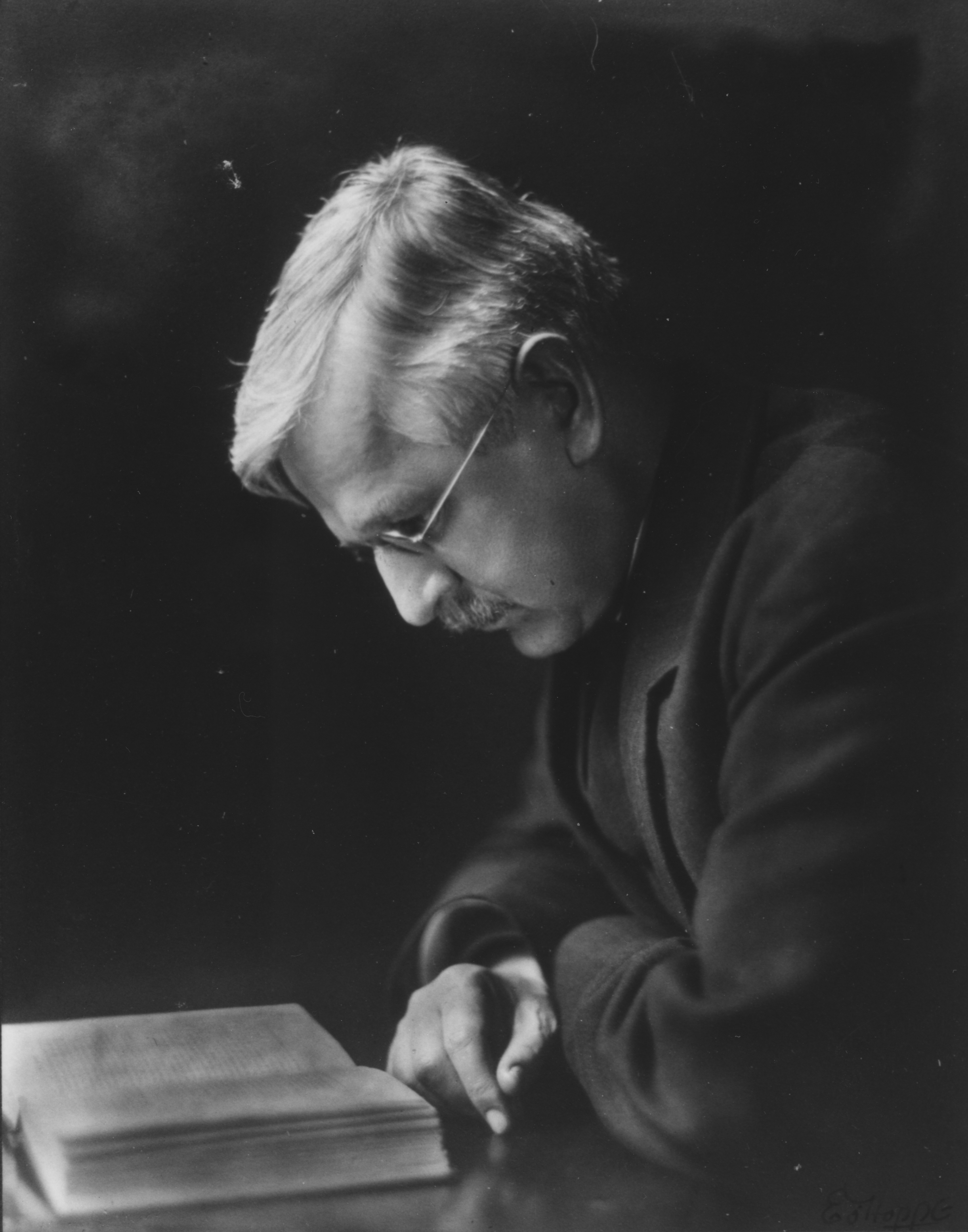
格雷厄姆·华莱斯的照片

格雷厄姆·华莱斯（英語： 1858年5月31日—1932年8月9日）英格兰社会主义者、社会心理学家、教育学家，费边社和伦敦政经学院创始人之一，生于泰恩-威尔郡桑德兰，毕业于牛津大学基督圣体学院。